# مهری ودادیان
کبری ودادیان غلامحسینی (۲ خرداد ۱۳۱۵ – ۹ اسفند ۱۳۸۹) مشهور به مهری ودادیان، بازیگر اهل ایران بود. او فعالیتش را با نمایش‌های تلویزیونی آغاز کرد و برای بازی در نقش مادران مشهور بود.

## زندگی
کبری ودادیان غلامحسینی در ۲ خرداد ۱۳۱۵ در تهران به دنیا آمد. وی حضور در تلویزیون را از حدود سال‌های ۱۳۳۷ با اجرای زنده نمایش‌ها شروع کرد. او بازی در سینما را از سال ۱۳۴۶ با ایفای نقش کوتاهی در «آشیانه خورشید» شروع کرد و سال بعد در فیلم شوهر آهو خانم بازی کرد. وی در طول بیش از ۵۰ سال فعالیت هنری، در برابر دوربین کارگردانان شاخصی از جمله ناصر تقوایی، علی حاتمی، بهرام بیضایی، امیر نادری، فریدون گله و بهمن فرمان‌آرا به ایفای نقش پرداخت. شازده احتجاب، تنگسیر، تنگنا، رگبار، خاطرخواه، قلندر، خداحافظ رفیق، صبح روز چهارم، زیر پوست شب و شوهر آهو خانم از جمله فیلم‌هایی است که پیش از انقلاب در آنها به ایفای نقش پرداخت. او در حدود چهار دهه حضور در سینما و تلویزیون در بیش از ۹۰ فیلم سینمایی و ده‌ها مجموعه تلویزیونی نقش‌آفرینی کرد. ودادیان همچنین در سریال‌های دایی‌جان ناپلئون به کارگردانی ناصر تقوایی و آتش بدون دود ساخته نادر ابراهیمی بازی کرده‌است. آخرین بار سال ۱۳۸۵ در فیلم «راننده تاکسی» ساخته مهدی صباغ‌زاده مقابل دوربین رفت. آخرین مجموعه تلویزیونی که مهری ودادیان در آن بازی کرده نیز سریال «بی‌گناهان» (۱۳۸۷–۱۳۸۶) به کارگردانی احمد امینی بوده‌است.

## بیماری و درگذشت
وی که در اواخر عمر به بیماری آلزایمر و پارکینسون مبتلا شده بود، در دوشنبه ۹ اسفند ۱۳۸۹، به دلیل عفونت شدید ریه، بالا بودن قند خون و بیماری کلیوی در سن ۷۴ سالگی در بیمارستان سجاد واقع در میدان فاطمی تهران درگذشت و پیکرش از مقابل خانه سینما در تهران تشییع و در تاریخ ۱۲ اسفندماه سال ۱۳۸۹ در شماره ۲۹، ردیف ۱۴۳، قطعه ۸۸ بهشت زهرا به خاک سپرده شد.

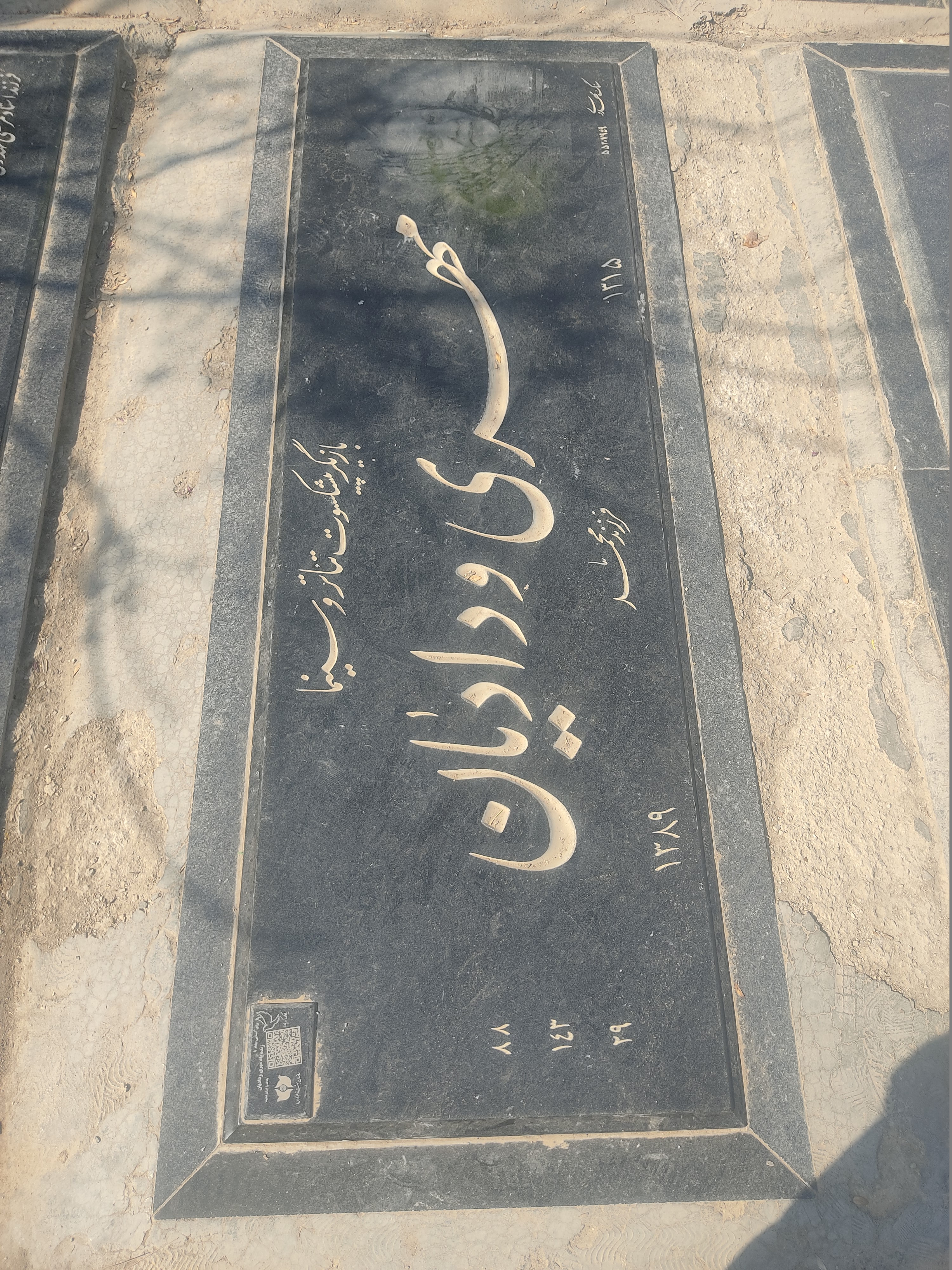
قبر مهری ودادیان در قطعه هنرمندان بهشت زهرا

## فیلم‌شناسی

### سینما

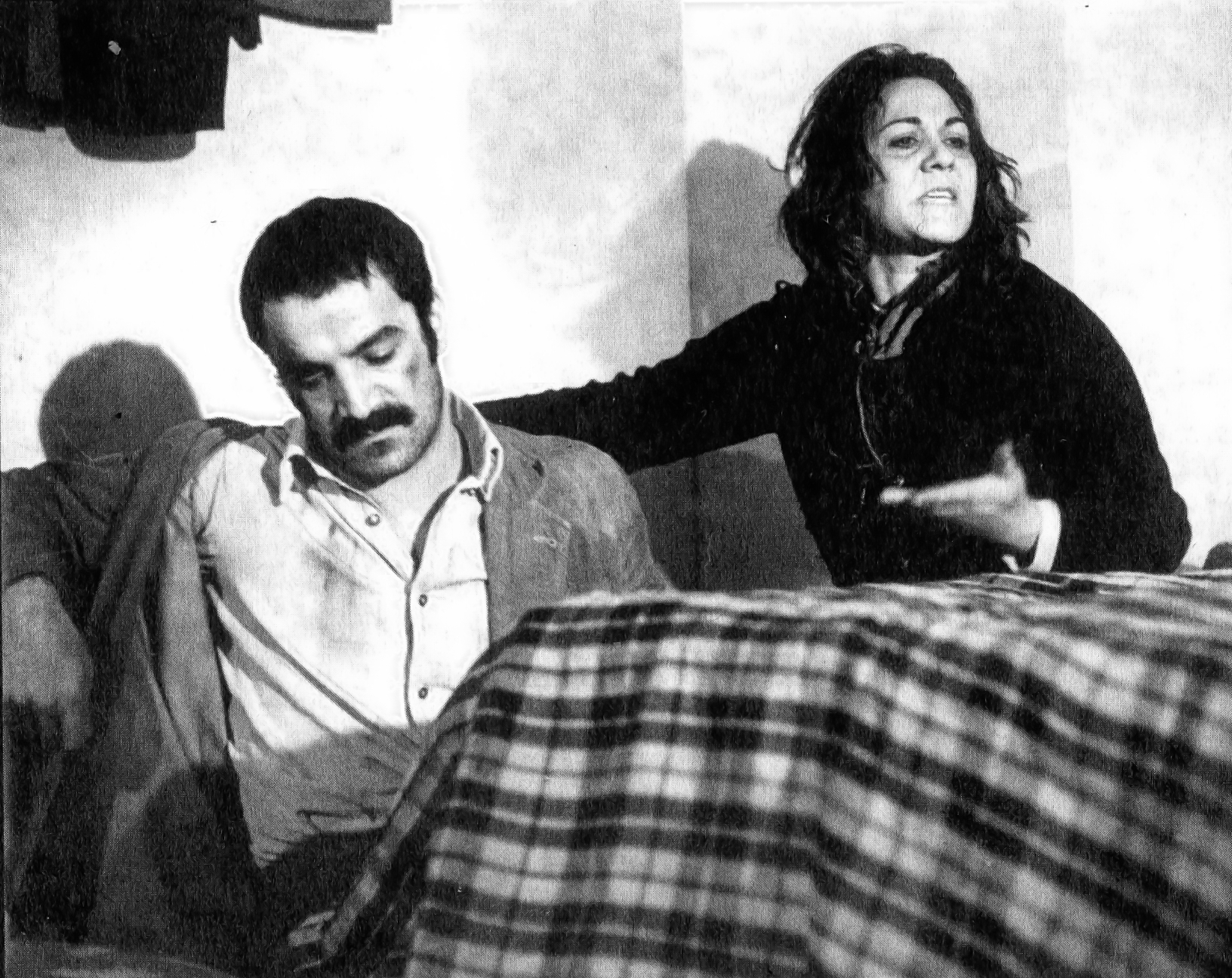
در فیلم تنگنا

- راننده تاکسی (۱۳۸۵)
- عاشق (۱۳۸۵)
- معادله (۱۳۸۲)
- کمیته مجازات (۱۳۷۷)
- زندگی (۱۳۷۶)
- سرحد (۱۳۷۵)
- شب روباه (۱۳۷۵)
- متهم (۱۳۷۵)
- سلام به انتظار (۱۳۷۴)
- فردا روز دیگری است (۱۳۷۴)
- مرد آفتابی (۱۳۷۴)
- الو! الو! من جوجوام (۱۳۷۳)
- سفر به‌خیر (۱۳۷۳)
- جاده عشق (۱۳۷۲)
- از بلور خون (۱۳۷۱)
- بازیچه (۱۳۷۱)
- تابع قانون (۱۳۷۱)
- بهترین بابای دنیا (۱۳۷۰)
- دلشدگان (۱۳۷۰)
- دیدار در استانبول (۱۳۷۰)
- افسانه آه (۱۳۶۹)
- بازگشت قهرمان (۱۳۶۹)
- دخترم سحر (۱۳۶۸)
- عبور از غبار (۱۳۶۸)
- فانی (۱۳۶۸)
- آخرین لحظه(۱۳۶۷)
- خبرچین (۱۳۶۶)
- در انتظار شیطان (۱۳۶۶)
- سایه‌های غم (۱۳۶۶)
- سیمرغ (۱۳۶۶)
- شکار (۱۳۶۶)
- صعود (۱۳۶۶)
- محکومین (۱۳۶۶)
- بگذار زندگی کنم (۱۳۶۵)
- تصویر آخر (۱۳۶۵)
- رابطه (۱۳۶۵)
- قصه زندگی (۱۳۶۵)
- پدربزرگ (۱۳۶۴)
- گردباد (۱۳۶۴)
- گمشده (۱۳۶۴)
- مدار بسته (۱۳۶۴)
- گل‌های داوودی (۱۳۶۳)
- میلاد (۱۳۶۳)
- بازجویی یک جنایت (۱۳۶۲)
- شیلات (۱۳۶۲)
- مرز (۱۳۶۰)
- شجاعان ایستاده می‌میرند (۱۳۵۹)
- جمعه (۱۳۵۶)
- اگر برگی نریزد (۱۳۵۵)
- چلچراغ (۱۳۵۵)
- مردی در آتش (۱۳۵۵)
- فاصله (۱۳۵۴)
- بزن بریم دزدی (۱۳۵۳)
- بنده خدا (۱۳۵۳)
- تهمت (۱۳۵۳)
- خوشگلا عوضی گرفتین (۱۳۵۳)
- زیر پوست شب (۱۳۵۳)
- شازده احتجاب (۱۳۵۳)
- مرغ همسایه (۱۳۵۳)
- مظفر (۱۳۵۳)
- بدکاران (۱۳۵۲)
- بی‌حجاب (۱۳۵۲)
- تنگسیر (۱۳۵۲)
- تنگنا (۱۳۵۲)
- حریص (۱۳۵۲)
- خیالاتی (۱۳۵۲)
- در آخرین لحظه (۱۳۵۲)
- روسیاه (۱۳۵۲)
- طاهر (۱۳۵۲)
- کیفر (۱۳۵۲)
- محبوب بچه‌ها (۱۳۵۲)
- مردها و نامردها (۱۳۵۲)
- نعمت نفتی (۱۳۵۲)
- هشتمین روز هفته (۱۳۵۲)
- احمد چوپان (۱۳۵۱)
- توبه (۱۳۵۱)
- خاطرخواه (۱۳۵۱)
- خواستگار (۱۳۵۱)
- رضا هفت خط (۱۳۵۱)
- رگبار (۱۳۵۱)
- شیربها (۱۳۵۱)
- صبح روز چهارم (۱۳۵۱)
- قدیر (۱۳۵۱)
- قلندر (۱۳۵۱)
- کاکل زری (۱۳۵۱)
- گذر اکبر (۱۳۵۱)
- مطرب (۱۳۵۱)
- بدنام (۱۳۵۰)
- فریاد (۱۳۵۰)
- تجاوز (۱۳۴۹)
- گناه زیبایی (۱۳۴۸)
- شوهر آهو خانم (۱۳۴۷)

### تلویزیون
| سال تولید | نام مجموعه            | توضیحات                       |
| --------- | --------------------- | ----------------------------- |
| ۱۳۸۷      | بیگناهان              |                               |
| ۱۳۸۴      | روزهای اعتراض         |                               |
| ۱۳۸۳      | مزرعه کوچک            |                               |
| ۱۳۸۲      | عباسقلی‌خان دوم        | گروه کودک و نوجوان شبکه یک    |
| ۱۳۷۹      | دختران                | اپیزود پرنده                  |
| ۱۳۷۷      | به سوی افتخار         |                               |
| ۱۳۷۷      | زیر بازارچه           | بازیگر مهمان                  |
| ۱۳۷۶      | خانه ما               | گروه کودک و نوجوان شبکه دو    |
| ۱۳۷۶      | یاد ایام              | ؟                             |
| ۱۳۷۶      | سکوت سحر              | ؟                             |
| ۱۳۷۶      | تهران ۱۱–۵۹۵ ج ۴۸     |                               |
| ۱۳۷۵      | گریز                  | [ ۸ ]                         |
| ۱۳۷۵      | مدرسه مادربزرگ‌ها      |                               |
| ۱۳۷۵      | دزدان مادربزرگ        |                               |
| ۱۳۷۴      | عیاران                |                               |
| ۱۳۷۴      | زائر غریب             |                               |
| ۱۳۷۴      | دهه انقلاب            | تولید ۱۳۷۴–۱۳۷۰               |
| ۱۳۷۴      | داستان یک زندگی       |                               |
| ۱۳۷۴      | فردا روز دیگری است    |                               |
| ۱۳۷۳      | باد مثل بادکنک        |                               |
| ۱۳۷۳      | قصه‌های تا به تا       | بازیگر مهمان                  |
| ۱۳۷۳      | عاطفه                 |                               |
| ۱۳۷۳      | فاصله                 |                               |
| ۱۳۷۲      | باغ گیلاس             |                               |
| ۱۳۷۲      | خانواده حمزه‌علی خان   |                               |
| ۱۳۷۲      | لبخند زندگی           |                               |
| ۱۳۷۲      | از پا نیفتاده         | بازیگر                        |
| ۱۳۷۱      | گزارش، نقطه صفر       | [ ۹ ]                         |
| ۱۳۷۲      | همسایه روبرو          | گروه کودک و نوجوان شبکه دو    |
| ۱۳۷۰      | آرایشگاه زیبا         | بازیگر مهمان                  |
| ۱۳۷۰      | برگ‌ریزان              |                               |
| ۱۳۷۰      | آینه عبرت             |                               |
| ۱۳۶۹      | طلاق                  |                               |
| ۱۳۶۸      | عقیق                  |                               |
| ۱۳۶۸      | چراغ خانه             |                               |
| ۱۳۶۸      | رعنا                  |                               |
| ۱۳۶۷      | ماجراهای آقای دوستی   |                               |
| ۱۳۶۶      | آرزو                  | ؟                             |
| ۱۳۶۶      | هزاردستان             | تولید ۱۳۶۶–۱۳۵۸               |
| ۱۳۶۵      | پاییز صحرا            |                               |
| ۱۳۶۴      | بوعلی سینا            |                               |
| ۱۳۶۳      | حسام‌الدوله (بی‌خبر)    |                               |
| ۱۳۶۳      | طالب                  |                               |
| ۱۳۶۳      | ماجراهای آقای خموشیان |                               |
| ۱۳۵۹      | مثل‌آباد               |                               |
| ۱۳۵۶      | در انتظار بهار        | گروه کودک و نوجوان نوروز ۱۳۵۷ |
| ۱۳۵۶      | عشق پیری              | تلویزیون ملی ایران نوروز ۱۳۵۷ |
| ۱۳۵۶      | تلاش                  | پخش نشده                      |
| ۱۳۵۶      | لحظه                  | تلویزیون ملی ایران            |
| ۱۳۵۵      | دایی‌جان ناپلئون       | //                            |
| ۱۳۵۴      | سلطان صاحبقران        | //                            |
| ۱۳۵۴      | آتش بدون دود          | //                            |
| ۱۳۵۳      | وقتی دژخیم می‌گرید     | //                            |
| ۱۳۵۲      | دلیران تنگستان        | //                            |
| ۱۳۵۱      | گذر عمر               | تلویزیون ملی ایران            |

### تئاتر
- مرحوم آقا
- گردش شبانه
- شبات
- زیر گذر لوطی صالح
- در آستانه شکفتن
- داد نزن بیدار میشه
- بدگمان
- با کمال تاسف